# S:t Michels län
S:t Michels län (finska: Mikkelin lääni) var ett län i östra Finland, som grundades 1831 ursprungligen med Heinola som residensstad, men sedan 1840-talet baserat i S:t Michel. 1960 överfördes en del av länet till det nybildade Mellersta Finlands län. I samband med länsreformen 1997 blev det en del av Östra Finlands län den 1 september 1997.
|  |  |  |  |

## Gränsändringar
Kommunerna Joutsa, Leivonmäki och Luhango, omfattande totalt 1 047,2 km² land, överfördes 1 mars 1960 till nybildade Mellersta Finlands län.

## Kommuner 1997
| - Anttola - Enonkoski - Gustav Adolfs - Haukivuori - Heinola - Heinävesi - Hirvensalmi | - Jockas - Jorois - Jäppilä - Kangaslampi - Kangasniemi - Kerimäki - Kristina | - Mäntyharju - Pertunmaa - Pieksämäki - Pieksämäki landskommun - Punkaharju - Puumala - Rantasalmi | - Nyslott - Savonranta - S:t Michel - S:t Michels landskommun - Sulkava - Sysmä - Virtasalmi |

### Tidigare kommuner
- Heinola landskommun
- Sääminki

## Landshövdingar
- Abraham Joakim Molander-Nordenheim 1831–1837
- Gabriel Anton Cronstedt 1837–1840
- Otto Abraham Boije 1840–1847
- Alexander Adam Thesleff 1847–1853
- Carl Fabian Theodor Langenskiöld 1853–1854
- Carl Emil Cedercreutz 1854–1856
- Bernhard Indrenius 1856
- Samuel Werner von Troil 1856–1863
- Theodor Sebastian Gustaf Thilén 1863–1869
- Carl Gustav Mortimer von Kraemer 1869–1873
- Edvard Reinhold von Ammondt 1874–1875
- Hjalmar Sebastian Nordenstreng 1876–1883
- August Alexander Järnefelt 1883–1884
- Gustav Axel Samuel von Troil 1884–1889
- Johannes Gripenberg 1889–1891
- Knut Robert Carl Walfrid Spåre 1891–1899
- Lennart Fritiof Munck 1900–1903
- Aleksander Watatzi 1903–1905
- Anton Leonard von Knorring 1905–1910
- Eliel Ilmari Vuorinen 1910–1911
- Leo Aristides Sirelius 1911–1916
- Nikolai Sillman 1916–1917
- Aleksanteri August Aho 1917
- Ernst Edvard Rosenqvist 1918–1927
- Albin Pulkkinen 1927–1933
- Emil Jatkola 1933–1948
- Alpo Lumme 1949–1957
- Urho Kiukas 1957–1970
- Viljo Virtanen 1970–1979
- Uuno Voutilainen 1979–1989
- Juhani Kortesalmi 1989–1997